# Blackburneus radamus
Blackburneus radamus är en skalbaggsart som beskrevs av Rudolph Petrovitz 1958. Blackburneus radamus ingår i släktet Blackburneus och familjen Aphodiidae. Inga underarter finns listade.